# نعنای ارغوانی
شیسو (به ژاپنی: シソ Shiso)یکی از گیاهان دارویی و معطر است. شیسو در کشورهای چین، ژاپن و کره مصرف خوراکی دارد. در طب سنتی چینی بیش از دو هزار سال است که از این گیاه استفاده می‌شود. طول این گیاه به یک متر نیز می‌رسد و رنگ برگ‌های آن به رنگ سبز و قرمز مایل به ارغوانی است.
شیسو  برگ و گل آن یکی از عناصر غذایی در آشپزی ژاپنی است. از غذاهایی که از شیسو برای تهیهٔ آن استفاده می‌شود، می‌توان از سوشی، تمپورا و ساشیمی نام برد. در زبان ژاپنی به آن اوبا یا برگ بزرگ نیز گفته می‌شود. از برگ قرمز آن برای رنگ‌دهی به اومه‌بوشی (ترشی آلو) استفاده می‌شود. گل آن نیز در اوچازوکه (مخلوط آبکی چای و برنج) بکار می‌رود. شیسو به صورت خشک و پودر شده در فوری کاکه‌ها (سبزی خشک برای روی برنج) نیز بکار می‌رود.